# Chamorchis alpina
Chamorchis alpina is een orchidee. Het is de kleinste  orchidee die van nature voorkomt in Europa. 
Het is een soort van subarctische-alpiene streken.

## Naamgeving enetymologie
- Synoniemen: Ophrys alpina L., Herminium alpinum (L.) Lindl. (1832), Orchis alpinum (L.) Schrank.
- Duits: Zwergstendel, Zwerg-Knabenkraut
- Frans: Orchis nain, Herminium des alpes

De soortaanduiding alpina betekent ‘alpijns’.

## Kenmerken

### Plant
Chamorchis alpina is een overblijvende, niet-winterharde geofyt met twee of drie eivormige wortelknollen.
Het is een tot 10 cm hoge plant met meerdere kale bloemstengels De bloeiwijze is een ijle aar met enkele tot maximaal tien kleine, onopvallende bloemen. De bladeren staan rechtop in een bladrozet, zijn lijnvormig, geelgroen van kleur, en bijna even lang als of zelfs langer dan de bloemstengel. De schutbladen zijn langer dan de vruchtbeginsels.

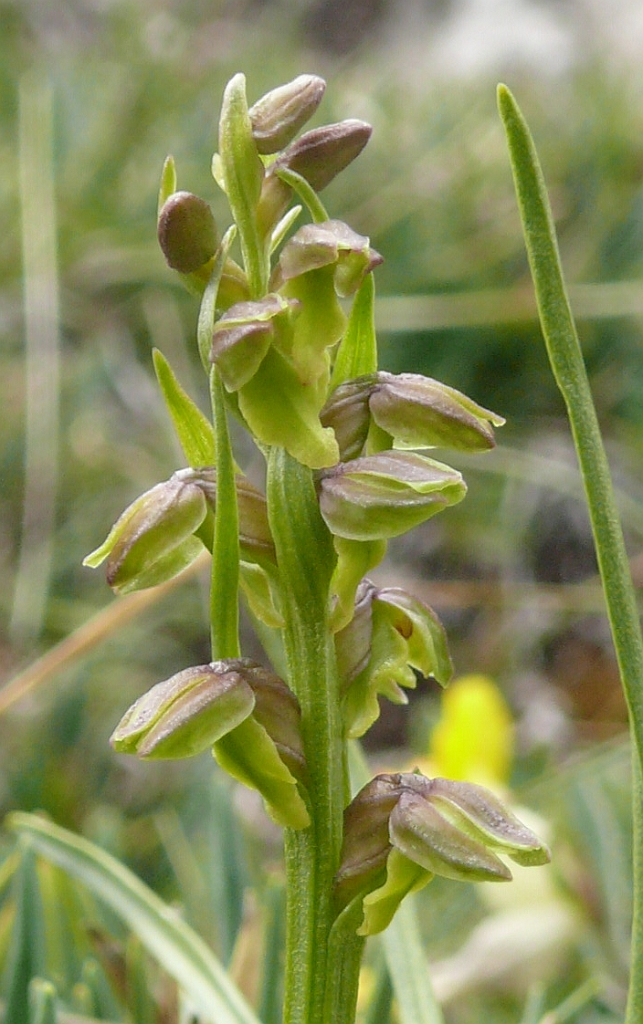
Detail bloem

### Bloemen
De bloemen zijn 3-5 mm groot, geelgroen en bruinrood gevlekt en weinig geopend. Het breed-elliptische bovenste kelkblad vormt samen met de smallere zijdelingse kroonbladen een helmpje. De bloem is geresupineerd, waardoor de lip naar onder gericht is. De lip is geelgroen van kleur en zwak tot duidelijk drielobbig. Er is geen spoor.
Het gynostemium is kort, het helmhokje staat rechtop. De pollinia zitten vast aan het viscidium met een kort caudiculum of zuiltje. Het rostellum is praktisch onzichtbaar. De stempel is drielobbig.
De bloeitijd is van juli tot in augustus.

## Voortplanting
Chamorchis alpina wordt bestoven door tweevleugeligen, maar plant zich vooral vegetatief voort via zijn wortelknollen.

## Habitat
Chamorchis alpina komt vooral voor op open, zonnige plaatsen op kalkrijke, droge bodem, zoals kalkgraslanden en alpiene graslanden. In het hooggebergte tussen 2000 en 2700 m, maar in Scandinavië ook tot op zeeniveau.

## Voorkomen
Chamorchis alpina komt voor de subarctische-alpiene streken van Europa, voornamelijk in de Alpen, de Karpaten en in het Scandinavisch hoogland.
De plant is over het algemeen zeldzaam, maar kan plaatselijk algemeen voorkomen.

## Verwantschap en gelijkende soorten
Chamorchis alpina kan door zijn beperkte grootte en specifieke habitat met geen andere soort verward worden. De honingorchis, een andere kleine orchidee, vertoont slechts een oppervlakkige gelijkenis.
In vegetatieve toestand is wel verwarring mogelijk met vanilleorchissen, die hetzelfde biotoop verkiezen.

## Bedreiging en bescherming
De plant is in Frankrijk regionaal beschermd. Hij wordt weinig bedreigd, tenzij door de aanleg van skipistes.
Chamorchis alpina